# Srđan Mijailović
Srđan Mijailović (Servisch: Срђан Мијаиловић) (Požega, 10 november 1993) is een Servisch voetballer die bij voorkeur als defensieve middenvelder speelt. Hij verruilde in juli 2013 Rode Ster Belgrado voor Kayserispor.

## Interlandcarrière
Mijailović kwam uit voor diverse Servische jeugdelftallen. Op 31 mei 2012 debuteerde hij op achttienjarige leeftijd in het Servisch voetbalelftal, tegen Frankrijk.
1 Rajković ·
2 Pavlović ·
3 Stojić ·
4 Milenković ·
5 Maksimović ·
6 Gudelj ·
7 Vlahović ·
8 Jović ·
9 Mitrović ·
10 Tadić  ·
11 Kostić ·
12 Petrović ·
13 Veljković ·
14 Živković ·
15 Babić ·
16 Mijailović ·
17 Ilić ·
18 Ratkov ·
19 Samardžić ·
20 S. Milinković-Savić ·
21 Gaćinović ·
22 Lukić ·
23 V. Milinković-Savić ·
24 Spajić ·
25 Mladenović ·
26 Birmančević ·
Coach: Stojković